# Nordazepam
Nordazepam (auch Desmethyldiazepam) gehört zur Wirkstoffgruppe der Benzodiazepine. Die Verbindung wurde 1963 von Hoffmann-La Roche patentiert. Nordazepam ist ein Stoffwechselprodukt (Metabolit) vieler therapeutisch gebräuchlicher Benzodiazepine, wie etwa des Diazepams, wird aber auch direkt als Arzneistoff verwendet. Vom Diazepam unterscheidet sich Nordazepam durch das Fehlen der Methylgruppe in Position 1 am Diazepinring. Es besitzt eine außergewöhnlich lange Plasmahalbwertszeit und somit Wirkdauer.
Die Halbwertszeit beträgt etwa 36 bis 200 Stunden. Seine Potenz entspricht in etwa der des Diazepams. Nordazepam ist angezeigt zur symptomatischen Behandlung akuter oder chronischer Angst-, Spannungs- und Erregungszustände.
Wie alle Benzodiazepine wirkt Nordazepam sedierend, hypnotisch, angstlösend, amnestisch, muskelrelaxierend, antikonvulsiv, euphorisierend und stimmungsaufhellend. Es wirkt wie die anderen Benzodiazepine am GABAA-Rezeptor, jedoch nur partialagonistisch, wodurch die Wirkstärke herabgesetzt ist. Es hat auch ähnliche Nebenwirkungen wie die anderen Benzodiazepine (Somnolenz, Muskelhypotonie) und ein hohes Suchtpotential. Es kann sich schnell eine starke psychische und körperliche Abhängigkeit entwickeln.
Nordazepam ist ein Metabolit von Diazepam, Chlordiazepoxid, Clorazepat, Prazepam, Pinazepam und Medazepam. Nordazepam selbst wird in der Leber metabolisiert und über die Nieren ausgeschieden.